# هاروی لمبک
هاروی لمبک (انگلیسی: Harvey Lembeck; زاده ۱۵ آوریل ۱۹۲۳ – درگذشته ۵ ژانویهٔ ۱۹۸۲) یک هنرپیشه اهل ایالات متحده آمریکا بود.

## گزیده فیلمشناسی
از فیلم‌ها یا برنامه‌های تلویزیونی که وی در آن نقش داشته‌است می‌توان به آثار زیر اشاره کرد.
- بازداشتگاه شماره ۱۷ (۱۹۵۳)
- چشم‌اندازی از پل (فیلم) (۱۹۶۲)
- بیچ پارتی (۱۹۶۳)
- عشق با غریبه مطلوب (۱۹۶۳)
- مالی براونی که غرق‌شدنی نیست (فیلم) (۱۹۶۴)
- بیکینی بیچ (۱۹۶۴)
- پارتی شبانه دخترها (۱۹۶۴)
- پتوی ساحل بینکو (۱۹۶۵)
- چگونه یک بیکینی وحشی را پر کنیم (۱۹۶۵)
- فایربال ۵۰۰ (۱۹۶۶)